# جوني مكارثي
جوني مكارثي (بالإنجليزية: Johnny McCarthy)‏ هو لاعب كرة قاعدة أمريكي، ولد في 7 يناير 1910 في شيكاغو في الولايات المتحدة، وتوفي في 13 سبتمبر 1973 في موندلين في الولايات المتحدة.

## وصلات خارجية
- جوني مكارثي على موقعبيزبول رفرنس.كوم (الدوري الرئيسي) (الإنجليزية)
- جوني مكارثي على موقعبيزبول رفرنس.كوم (الدوري الثانوي) (الإنجليزية)